# Multatuliprijs
De Multatuliprijs was een literaire prijs voor proza, die van 1972 tot 2003 jaarlijks werd toegekend door het Amsterdams Fonds voor de Kunst (AFK). 
De prijs was ingesteld ter bevordering van de scheppende kunst en was de voortzetting van de Prozaprijs van de gemeente Amsterdam, die vanaf 1946 werd uitgereikt. In 2003 ging de Multatuliprijs op in de Amsterdamprijs voor de kunsten.
De Multatuliprijs voor 1973 zou worden toegekend aan Jan Arends voor zijn werk Keefman. Arends overleed echter onverwacht voordat het juryrapport af was. Daarop werd, op advies van de commissie, besloten de prijs voor dat jaar niet toe te kennen en het hierdoor vrijgekomen geld een literaire bestemming te geven. Dat resulteerde in de eenmalig uit te reiken Jan Arendsprijs, die in 1976 werd toegekend aan Jacques Commandeur voor zijn voordracht van Keefman. Commandeur verzocht het fondsbestuur het geldbedrag een literaire bestemming te geven. Het werd in de vorm van een toelage in 1977 toegekend aan Martin Hartkamp voor het schrijven van een toneelstuk.

## Gelauwerden

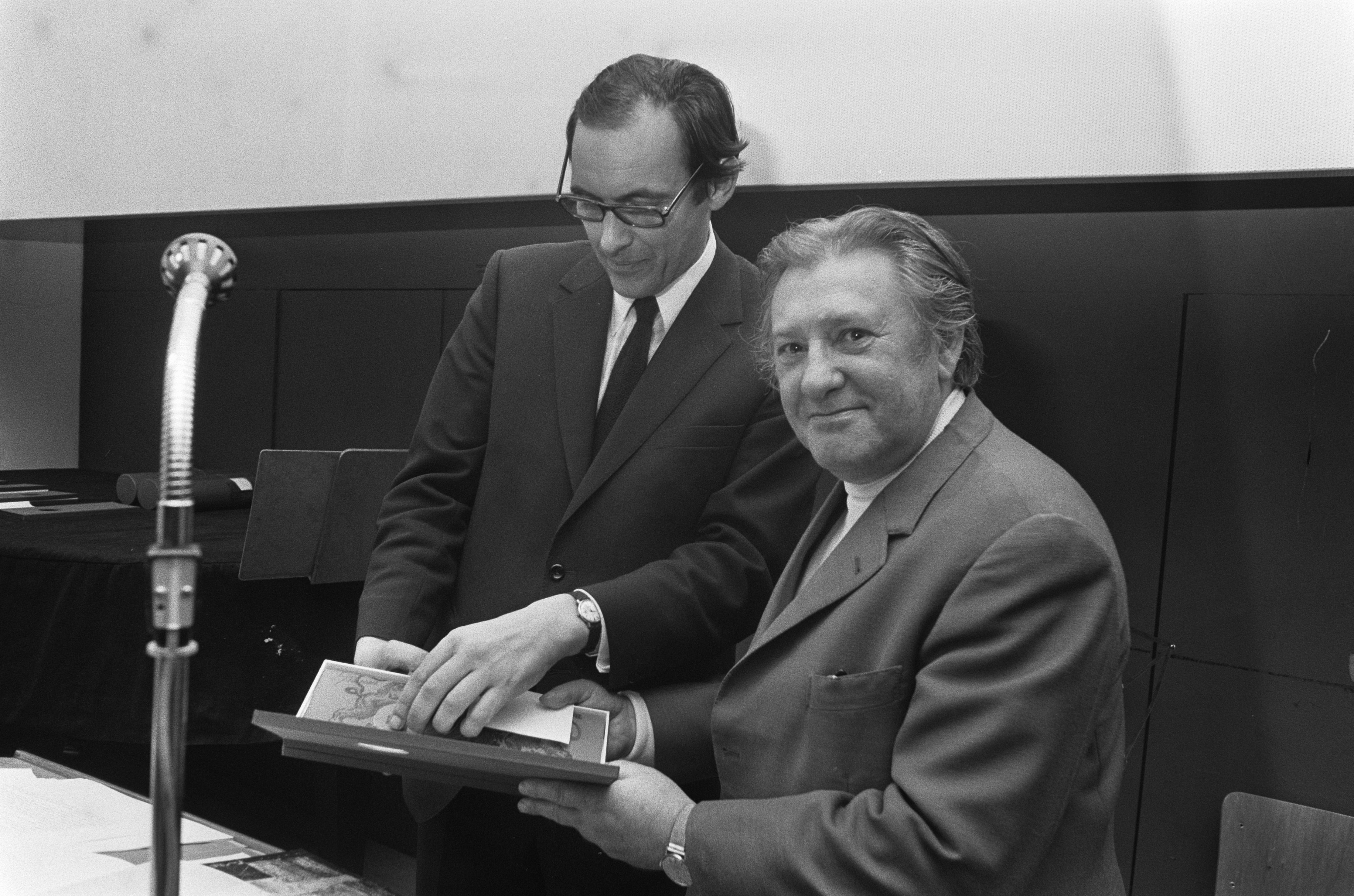
Han Lammers reikt Multatuliprijs 1972 uit aan Louis Paul Boon

- 2002 - Paul Claes voor De Kameleon
- 2001 - Jeroen Brouwers voor Geheime Kamers
- 2000 - Kees 't Hart voor De revue
- 1999 - Marie Kessels voor Ongemakkelijke portretten
- 1998 - Dirkje Kuik voor Broholm
- 1997 - Maria Stahlie voor Honderd deuren
- 1996 - Rascha Peper voor Russisch blauw
- 1995 - Tonnus Oosterhoff voor Het dikke hart
- 1994 - Nelleke Noordervliet voor De naam van de vader
- 1993 - Harry Mulisch voor De ontdekking van de hemel
- 1992 - Dirk van Weelden voor Mobilhome
- 1991 - Marita Mathijsen voor De geest van de dichter
- 1990 - Marjolijn Februari voor De zonen van het uitzicht
- 1989 - Armando voor De straat en het struikgewas
- 1988 - Stefan Hertmans voor Gestolde wolken
- 1987 - H.C. ten Berge voor Het geheim van een opgewekt humeur
- 1986 - A.F.Th. van der Heijden voor De gevarendriehoek
- 1985 - Cees Nooteboom voor In Nederland
- 1984 - Armando voor Machthebbers
- 1983 - K. Schippers voor Beweegredenen
- 1982 - Hugo Brandt Corstius voor Opperlandse taal- & letterkunde
- 1981 - Doeschka Meijsing voor Tijger
- 1980 - Jeroen Brouwers voor Het verzonkene
- 1979 - Renate Rubinstein voor Niets te verliezen en toch bang
- 1978 - Gerrit Krol voor De weg naar Sacramento
- 1977 - Louis Ferron voor De keisnijder van Fichtenwald
- 1976 - Bob den Uyl voor Gods wegen zijn duister en zelden aangenaam
- 1975 - Maarten 't Hart voor Het vrome volk
- 1974 - Anton Koolhaas voor Vanwege een tere huid
- 1973 - niet toegekend door het voortijdig overlijden van Jan Arends
- 1972 - Louis Paul Boon voor Pieter Daens

Gelauwerden die de prijs onder de naam Prozaprijs van de gemeente Amsterdam ontvingen:
- 1971 - H.C. ten Berge voor Een geval van verbeelding
- 1970 - de prijs was door de jury toegedacht aan Friedrich Weinreb voor Collaboratie en verzet 1940-1945, deel 1: Het land der blinden. De voordracht werd door de gemeenteraad niet aanvaard. De prijs werd niet uitgereikt.
- 1969 - William D. Kuik voor Utrechtse notities
- 1968 - Gerrit Krol voor Het gemillimeterde hoofd
- 1967 - Jan Cremer voor Ik Jan Cremer, Tweede boek
- 1966 - Gerard Kornelis van het Reve voor Op weg naar het einde
- 1965 - Bob den Uyl voor Vogels kijken
- 1964 - Jos Ruting voor Lydia en de zwaan
- 1963 - Gerard Kornelis van het Reve voor Tien vrolijke verhalen
- 1963 - Jan Wolkers voor Serpetina's petticoat (Wolkers stuurde de prijs in 1966 weer terug uit protest tegen het optreden van de politie bij de rellen rond het huwelijk van Beatrix en Claus.
- 1963 - M. Cohen voor Mevrouw de Valdon
- 1962 - Willem G. van Maanen  voor De dierenhater
- 1961 - Inez van Dullemen voor De oude man
- 1961 - Anton Koolhaas voor Gekke witte
- 1961 - Barend Roest Crollius voor Dagboek van Sara
- 1960 - Simon Vestdijk voor De ziener
- 1959 - Remco Campert voor De jongen met het mes
- 1959 - Vincent Mahieu voor Tjies
- 1958 - niet toegekend
- 1957 - Maurits Dekker voor Op zwart stramien
- 1956 - Anna Blaman voor Op leven en dood
- 1955 - Rein Blijstra voor Een schot in de bergen
- 1955 - Inez van Dullemen voor Het verzuim
- 1955 - Marie-Sophie Nathusius voor De partner
- 1954 - J.B. Charles voor Volg het spoor terug
- 1953 - A. Alberts voor Groen
- 1951 - niet toegekend
- 1949 - Anna Blaman voor Eenzaam avontuur
- 1949 - Josef Cohen voor De tocht van de dronken man
- 1948 - Annie Romein-Verschoor voor Vaderland in de verte
- 1947 - Dola de Jong voor En de akker is de wereld
- 1946 - Simon Vestdijk voor Pastorale 1943